# Den danske Rimkrønike
Den danske Rimkrønike blev trykt i 1495, og er det første kendte skrift, som er trykt på dansk. Værket består af en række digte på sammenlagt lidt over 5000 verselinjer om de danske konger fra Kong Dan frem til Christian 1. Digtene er udformet som om de fremføres af kongerne selv i jeg-form. Værket blev formodentlig til i Sorø Kloster sidst i Christian 1.s tid.
Bogen blev trykt af Gotfred af Ghemen, en hollænder bosat i København.

## Eksterne links
- Wikimedia Commons har flere filer relateret til Den danske Rimkrønike
- Den danske Rimkrønike Arkiveret 4. januar 2006 hos  Wayback Machine – Digital faksimile fra Det Kongelige Bibliotek, digitaliseret tekst Arkiveret 6. maj 2022 hos  Wayback Machine og tekstbeskrivelse Arkiveret 8. august 2016 hos  Wayback Machine på webstedet "Studér Middelalder på Nettet" (se også andre udgaver på Internetarkivet)
- Glossarium til den danske Riimkrønike Arkiveret 31. december 2013 hos  Wayback Machine – udgivet af professor Christian Molbech (1825)
- En udgave fra 1841 med delvis moderniseret stavemåde og ordforklaringer Arkiveret 6. marts 2016 hos  Wayback Machine
- En oversættelse til middelnedertysk fra det 15. århundrede: del 1, del 2

| Bog | Spire Denne artikel om bøger og tidsskrifter er en spire som bør udbygges. Du er velkommen til at hjælpe Wikipedia ved at udvide den. |